# Охотниця-Дольна
Охотниця-Дольна (пол. Ochotnica Dolna) — село в Польщі, у гміні Охотниця-Дольна Новотарзького повіту Малопольського воєводства.
Населення — 3162 особи (2011).
У 1975—1998 роках село належало до Новосондецького воєводства.

## Географія
Селом протікає річка Охотниця.

## Демографія
Демографічна структура станом на 31 березня 2011 року:
|          | Загалом | Допрацездатний вік | Працездатний вік | Постпрацездатний вік |
| -------- | ------- | ------------------ | ---------------- | -------------------- |
| Чоловіки | 1601    | 429                | 1024             | 148                  |
| Жінки    | 1561    | 420                | 857              | 284                  |
| Разом    | 3162    | 849                | 1881             | 432                  |